# Aranos
Aranos è un centro abitato della Namibia, situato nella Regione di Hardap. Secondo il censimento del 2023, la città aveva 5.493 abitanti.